# Ponera takaminei
Ponera takaminei  (лат.) — вид мелких муравьёв рода Ponera из подсемейства Ponerinae (Formicidae). Название дано в честь H. Takamine, собравшего типовую серию. 

## Распространение
Восточная Азия: Южная Корея, Япония.

## Описание
Мелкого размера муравьи коричневого цвета (3 мм). Отличаются формой петиоля (задняя верхняя его часть выступающая назад), микросетчатостью головы и скапуса; клипеус желтоватый ; тело красновато-коричневое; жвалы, усики и ноги желтовато-коричневые. Усики рабочих и самок 12-члениковые. Нижнечелюстные щупики 2-члениковые, нижнегубные щупики состоят из 2 сегментов (формула щупиков 2,2). Голова вытянутая. Глаза мелкие и неотчётливые (из 4 или 5 фасеток), оцеллии у рабочих отсутствуют (у самок есть). Жвалы треугольные, лобные валики отсутствуют. Стебелёк между грудкой и брюшком состоит из одного массивного членика (петиоль).